# Knjaževac
Knjaževac (izvirno srbsko Књажевац) je mesto v Srbiji, ki je središče istoimenske občine; slednja pa je del Zaječarskega upravnega okraja.

## Demografija
V naselju živi 31.536 polnoletnih prebivalcev, pri čemer je njihova povprečna starost 40,6 let (39,3 pri moških in 41,9 pri ženskah). Naselje ima 11287 gospodinjstev, pri čemer je povprečno število članov na gospodinjstvo 4,32.
To naselje je, glede na rezultate popisa iz leta 2002, večinoma srbsko.
|  |

| Demografija | Demografija     | Demografija     |
| Leto        | Št. prebivalcev | Št. prebivalcev |
| ----------- | --------------- | --------------- |
|             |                 |                 |
|             |                 |                 |
|             |                 |                 |
|             |                 |                 |
| 1948        | 4862            |                 |
| 1953        | 5906            |                 |
| 1961        | 7448            |                 |
| 1971        | 11249           |                 |
| 1981        | 16665           |                 |
| 1991        | 21991           | 29643           |
| 2002        | 34288           | 37015           |
|             |                 |                 |

| Etnična sestava po popisu iz leta 2002 | Etnična sestava po popisu iz leta 2002 | Etnična sestava po popisu iz leta 2002 | Etnična sestava po popisu iz leta 2002 | Etnična sestava po popisu iz leta 2002 |
| -------------------------------------- | -------------------------------------- | -------------------------------------- | -------------------------------------- | -------------------------------------- |
| Srbi                                   | Srbi                                   |                                        | 35.238                                 | 95,48%                                 |
| Romi                                   | Romi                                   |                                        | 299                                    | 1,54%                                  |
| Makedonci                              | Makedonci                              |                                        | 43                                     | 0,22%                                  |
| Jugoslovani                            | Jugoslovani                            |                                        | 40                                     | 0,20%                                  |
| Črnogorci                              | Črnogorci                              |                                        | 38                                     | 0,19%                                  |
| Hrvati                                 | Hrvati                                 |                                        | 27                                     | 0,13%                                  |
| Albanci                                | Albanci                                |                                        | 23                                     | 0,11%                                  |
| Bolgari                                | Bolgari                                |                                        | 17                                     | 0,08%                                  |
| Slovenci                               | Slovenci                               |                                        | 8                                      | 0,04%                                  |
| Madžari                                | Madžari                                |                                        | 7                                      | 0,03%                                  |
| Muslimani                              | Muslimani                              |                                        | 5                                      | 0,02%                                  |
| Nemci                                  | Nemci                                  |                                        | 3                                      | 0,01%                                  |
| Rusi                                   | Rusi                                   |                                        | 2                                      | 0,01%                                  |
| Vlahi                                  | Vlahi                                  |                                        | 2                                      | 0,01%                                  |
| Čehi                                   | Čehi                                   |                                        | 1                                      | 0,00%                                  |
| Ukrajinci                              | Ukrajinci                              |                                        | 1                                      | 0,00%                                  |
| Romuni                                 | Romuni                                 |                                        | 1                                      | 0,00%                                  |
| Neznano                                | Neznano                                |                                        | 76                                     | 0,39%                                  |